# Дом "Полярник" имени О.Ю. Шмидта
Дом «Полярник» имени Отто Юльевича Шмидта — титульный дом Главного управления Северного морского пути.
Здание названо в честь первого руководителя ведомства Отто Юльевича Шмидта и находится на главной магистрали Москвы — Садовом кольце, на улице Садовая-Кудринская, 14/16. Здание строилось каскадным способом, в три очереди, начиная с 1935 года.

## Архитектор Иван Кузьмич Запорожец
Архитектор здания — Иван Кузьмич Запорожец (1884—1952), один из основателей «большого сталинского стиля».
После переезда советского правительства в Москву, в 1918 году он возглавил строительный отдел Совета районных дум г. Москвы (Моссовет).
Вклад архитектора И. К. Запорожца в становление архитектуры советского периода очень значителен. Поэтапно «скрещивая» в своих проектах и реализованных сооружениях изящество архитектуры модерна с четкостью линий конструктивизма и классицизма, он стал одним из создателей нового «античного» стиля, который впоследствии был назван сталинским неоклассицизмом.
Иван Запорожец строил здания по всей территории Советского Союза. В столице главным его творением стал дом РЖСКТ «Полярник» имени Отто Юльевича Шмидта.

## Футуристический проект здания
По грандиозному замыслу И. К. Запорожца здание Дома «Полярник» выстроено в форме буквы (литеры) «П», чтобы авиаторы, проживающие в доме, узнавали инициалы своего дома с неба. Сегодня монументальную «П» видно со спутника.
В Центральном городском архиве хранятся чертежи архитектора, датированные 1935 годом.
Первоначальный проект И. К. Запорожца предполагал отделку главного фасада колоннами ордерной архитектуры на высоту двух и трех этажей, а также установку шести крупномасштабных скульптур полярников на уровне второго этажа. Позднее подобные скульптуры начали появляться на московских высотках (например, на высотном здании на Кудринской площади) и стали неотъемлемым атрибутом эпохи «большого сталинского стиля».  В процессе реализации проекта в несколько очередей, первоначальный замысел претерпел некоторые изменения в сторону упрощения и большей сдержанности архитектурных форм, однако здание не потеряло монументальности, а стилистическое решение Дома «Полярник» приобрело большую чистоту и ясность.
Согласно инновационному для своего времени плану на крыше здания архитектор спроектировал солярий общей площадью 850 квадратных метров, чтобы полярники могли поправлять здоровье после сурового северного климата.
Дом предлагалось оборудовать по последнему слову техники. На первых этажах были предусмотрены магазины с большими стеклянными витринами (функционируют по сей день). В квартирах — ниши для лыж, на лестничных пролетах — пожарный водопровод. Стены подъездов украшали орнаменты с северными мотивами (утрачены при проведении капитального ремонта перед Олимпиадой 1980 г.), частично сохранились напольные мозаичные покрытия. На верхнем этаже последнего сданного в эксплуатацию подъезда № 6 на платформе была установлена скульптура полярного медведя.
Дом РЖСКТ «Полярник» им. О. Ю. Шмидта — одно из первых на Садовом кольце зданий «большого сталинского стиля». Главный фасад выполнен в монументальных формах неоклассицизма 1930—1940-х годов. Объём П-образного в плане сооружения обладает крупными членениями, которые подчеркнуты горизонтальными тягами. Два нижних этажа отделаны рустом.
Плоская кровля и общая сдержанность форм здания, его символическая форма, симметрия, четкость и динамизм линий постройки отсылают к предыдущему главенствующему стилю — конструктивизму. Прослеживается тенденция, заданная архитектором Запорожцем во время строительства Белорусского государственного университета в Минске.
Срединная пятиэтажная часть выдержана в строгих формах, главным декоративным и пластическим элементом которой являются балконы, а также элементы сдержанного декора квадратного очертания. Венчает здание аттиковый этаж с мелким членением окон и декоративными геометрическими вставками. Аттик подчеркнут снизу узкой тягой и увенчан сильно выступающим профилированным карнизом.
В доме имеются две симметрично расположенные въездные арки, предусмотрен пожарный проезд со стороны Вспольного переулка, внешняя пожарная лестница. Цоколь здания отделан ценным красным гранитом, привезенным немцами из заполярных областей Финляндии во время Великой Отечественной войны. После Победы над Германией таким же гранитом были отделаны дома на Тверской улице, а также титульный Дом «Полярник» им. О. Ю. Шмидта и монументальная клумба перед его главным фасадом.

## Знаменитые жители
- Иван Дмитриевич Папанин[4](1894—1986) — контр-адмирал, преемник Отто Юльевича Шмидта на посту руководителя Главного управления Северного морского пути (1939—1946), дважды Герой Советского Союза[5]
- Кузнецов Александр Алексеевич (1904—1966), начальник Главного управления Северного морского пути (1946—1948), Герой Советского Союза
- Табелев Владимир Федорович — референт тов. Папанина
- Владимир Петрович Рябчиков — заместитель начальника Главного управления Северного морского пути, член Коллегии Главного управления Северного Морского Пути при Совнаркоме СССР
- Семён Григорьевич Цесарский (1894—1968) — начальник Управления «Севгидрострой» Колэнерго по строительству ГЭС Ковдинского каскада, Герой Социалистического Труда
- Осип Абрамович Хомский (1888—1970) — начальник Арктикснаба Главного управления Северного морского пути, награждён орденом «Знак Почета»
- Яков Соломонович Либин (1910—1947) — Директор Арктического и антарктического научно-исследовательского института, первый заместитель начальника Главного управления гидрометеослужбы при СНК СССР, начальник полярной станции острова Рудольфа, весной 1941 г. возглавил воздушную экспедицию к Полюсу недоступности (Восточная Арктика).
- Николай Александрович Еремеев — начальник отдела эксплуатации Управления морского транспорта Главного управления Северного морского пути, награждён орденом «Знак Почета»
- Евгений Матвеевич Сузюмов (1908—1998) — заместитель начальника штаба морских операций Западного и Восточного секторов Арктики. Почетный полярник, кавалер семи орденов
- Недзвецкий Иосиф Маркович (1908—1959) — машинист парохода ледокольного типа «Георгий Седов» Главного управления Северного морского пути. Участник Великой Отечественной войны. Герой Советского Союза
- Юлия Владимировна Воеводина — переводчик Межведомственной комиссии по исследованию Антарктики при Президиуме Академии наук СССР
- Владислав Иванович Грачев — радиотехник полярной станции Анадырь, награждён медалью «За трудовое отличие»
- Капитохин Александр Григорьевич (1892—1958) — и. о. начальника Управления полярных станций Главного управления Северного морского пути. Почетный полярник, кавалер 7 орденов, генерал-лейтенант, второй по счету командующий ВДВ.

## Полярные летчики
- Максим Николаевич Чибисов (1906—1989) — начальник Управления полярной авиации Главного управления Северного морского пути, член Коллегии Главного управления Северного Морского Пути при Совнаркоме СССР, генерал-майор морской авиации
- Борис Владимирович Вайнбаум — заместитель начальника Главного управления Северного морского пути по перевозкам
- Данилов Федор Павлович — главный инженер Управления полярной авиации Главного управления Северного морского пути
- Владимир Васильевич Мальков(1914—2007) — полярный летчик. Награждён орденом Ленина, двумя орденами Трудового Красного Знамени, орденом «Знак Почета», знаком «Почетный работник морского флота СССР», дважды — знаком «Почетный полярник», знаками «Отличник Аэрофлота», «За налет 1 000 000 километров». Самой первой наградой Владимира Малькова стали именные часы от начальника Главного управления Северного морского пути Отто Юльевича Шмидта
- Олег Архипович Куксин (1912—1984) — полярный лётчик, Герой социалистического труда, награждён орденом Ленина и медалью «Серп и молот», орденом Трудового Красного Знамени и Красной Звезды, двумя орденами «Знак Почёта», рядом медалей
- Леонард Густавович Крузе (1899—1966) — пилот 1-го класса, первый руководитель авиадоставки газеты «Правда» в Ленинград, полярный лётчик, лётчик авиамоста СССР — США
- Николай Лукьянович Сырокваша — пилот Московской авиагруппы, награждён орденом Красного Знамени (28.02.1945), орденом Трудового Красного Знамени (14.01.1952 — за выполнение спецзадания правительства в Арктике), орденом Красной Звезды, медалью «За оборону Советского Заполярья»
- Иннокентий Григорьевич Бахтинов — полярный летчик, награждён орденом Трудового Красного Знамени
- Иван Максимович Коротаев (1910—1984) советский полярный лётчик, бортмеханик, участник нескольких высокоширотных воздушных экспедиций, Герой Социалистического Труда (1949)
- Титлов Михаил Алексеевич (1913—1998) — полярный лётчик, участник Великой Отечественной войны, Герой Советского Союза (1955).

и другие работники Главного управления Северного морского пути.
В доме проживали и проживают государственные и общественные деятели, военные, деятели культуры:
- Михаил Павлович Кульбейкин (1906—2000) — первый заместитель министра лесной промышленности СССР
- Андрей Сидорович Головко (1903—1981) — генерал-майор, участник Великой Отечественной войны, кавалер семи орденов: Ленина, трех — Красного Знамени, Суворова II степени, Кутузова II степени, Отечественной войны II степени
- Владимир Иванович Гусев (1905—1983) — командир дивизии, участник Великой Отечественной войны
- Юрий Викторович Выборнов (1946—2017) — международный журналист, обладатель Ордена «За заслуги перед Отечеством II степени»
- Ирина Наумовна Соловьева — заслуженная артистка России (1999)
- Мария Александровна Рогачевская — главный врач детской городской клинической больницы имени Н. Ф. Филатова
- Александра Петровна Анохина — военврач I ранга, начальник II хирургического отделения Центрального военного клинического госпиталя имени П. В. Мандрыка
- Татьяна Ивановна Запорожец (1915—1993) — основатель и заведующий кафедрой Сценической речи Института им. Бориса Щукина, профессор, заслуженный работник культуры РСФСР (1975). Среди сотен её учеников — Василий Лановой, Михаил Ульянов, Вениамин Смехов, Михаил Ширвиндт. Татьяна Ивановна — дочь Ивана Кузьмича Запорожца, архитектора Дома «Полярник» им. О. Ю. Шмидта.

и многие другие